# مجموعه تفریحی گاوازنگ زنجان

مجموعه تفریحی گاوازنگ زنجان

مجموعه تفریحی گاوازنگ زنجان یا مجموعه تفریحی و کوهستانی ائل‌داغی یکی از مراکز تفریحی و گردشگری زنجان است. مجتمع گاوازنگ در شمالی‌ترین نقطه زنجان و در دامنه کوه گاوازنگ قرار دارد. این مجموعه در کمترین فاصله از مرکز شهر زنجان قرار داشته و راه دسترسی به تمام امکانات رفاهی را نیز دارد. آلاچیق‌های چوبی، رستوران، آسیاب، آبشار مصنوعی و غیره از جمله تسهیلات موجود در این مجتمع است.

## منبع
خبرگزاری میراث فرهنگی، «گاوازنگ» زنجان، دهکده گردشگری